# Порчеласко (Кремона)
Порчеласко је насеље у Италији у округу Кремона, региону Ломбардија.
Према процени из 2011. у насељу је живело 24 становника. Насеље се налази на надморској висини од 47 м.